# Greenville 200 1968
Greenville 200 1968 var ett stockcarlopp ingående i Nascar Grand National Series (nuvarande Nascar Cup Series) som kördes 13 april 1968 på den 0,5 mile (804,672 meter) långa ovalbanan Greenville-Pickens Speedway i Easley, precis väster om Greenville i South Carolina. Totalt avverkades 100 miles (160,934 km) fördelat på 200 varv. Banunderlaget var dirt. Loppet vanns av Richard Petty i en Plymouth på tiden 1:34.43 körande för Petty Enterprises. Pettys snitthastighet var 63,347 mph. Han var vid målgång ensam förare på ledarvarvet, tre varv före tvåan Bobby Isaac. Det var Pettys 78:e vinst av totalt 200 i karriären.
Prispotten uppgick till 4 940 dollar, varav 1 200 dollar gick till segraren.

## Resultat
| Plc     | Nr | Förare            | Team/ bilägare           | Konstruktör | Start | Varv | Ledda varv |
| ------- | -- | ----------------- | ------------------------ | ----------- | ----- | ---- | ---------- |
| 1       | 43 | Richard Petty     | Petty Enterprises        | Plymouth    | 3     | 200  | 53         |
| 2       | 37 | Bobby Isaac       | K&K Insurance Racing     | Dodge       | 2     | 197  | 71         |
| 3       | 6  | Charlie Glotzbach | Owens Racing             | Dodge       | 6     | 197  | 0          |
| 4       | 9  | Roy Tyner         | Roy Tyner                | Pontiac     | 10    | 195  | 0          |
| 5       | 56 | Tiny Lund         | Lyle Stelter             | Ford        | 4     | 195  | 0          |
| 6       | 45 | Bill Seifert      | Seifert Racing           | Ford        | 23    | 191  | 0          |
| 7       | 88 | Buck Baker        | Buck Baker Racing        | Oldsmobile  | 9     | 188  | 0          |
| 8       | 34 | Wendell Scott     | Scott Racing             | Ford        | 12    | 188  | 0          |
| 9       | 20 | Clyde Lynn        | Negre Racing             | Ford        | 15    | 187  | 0          |
| 10      | 64 | Elmo Langley      | Langley-Woodfield Racing | Ford        | 7     | 171  | 0          |
| 11      | 01 | Paul Dean Holt    | Dennis Holt              | Ford        | 18    | 163  | 0          |
| 12      | 02 | Paul Dean Holt    | Paul Dean Holt           | Chevrolet   | 13    | 157  | 0          |
| 13      | 25 | Jabe Thomas       | Robertson Racing         | Ford        | 11    | 152  | 0          |
| 14      | 17 | David Pearson     | Holman Moody             | Ford        | 1     | 144  | 76         |
| 15      | 95 | Jeff Hawkins      | Gray Racing              | Ford        | 16    | 107  | 0          |
| 16      | 4  | John Sears        | DeWitt Racing            | Ford        | 5     | 91   | 0          |
| 17      | 3  | Buddy Baker       | Fox Racing               | Dodge       | 8     | 77   | 0          |
| 18      | 19 | Henley Gray       | Gray Racing              | Ford        | 21    | 72   | 0          |
| 19      | 31 | Bill Ervin        | Newman Long              | Ford        | 19    | 56   | 0          |
| 20      | 06 | Neil Castles      | Neil Castles             | Plymouth    | 14    | 42   | 0          |
| 21      | 8  | Ed Negre          | Ed Negre Racing          | Ford        | 17    | 33   | 0          |
| 22      | 79 | Ben Arnold        | Don Culpepper            | Ford        | 22    | 31   | 0          |
| 23      | 09 | Bill Vanderhoff   | Roy Tyner                | Chevrolet   | 20    | 27   | 0          |
| Källor: |    |                   |                          |             |       |      |            |